# Fabronia angolensis
Fabronia angolensis là một loài Rêu trong họ Fabroniaceae. Loài này được Welw. & Duby mô tả khoa học đầu tiên năm 1872.